# Matei Cîdu
Matei Cîdu (28 de septiembre de 2000) es un deportista rumano que compite en esgrima, especialista en la modalidad de sable. Ganó una medalla de plata en el Campeonato Europeo de Esgrima de 2024, en la prueba por equipos.

## Palmarés internacional
| Campeonato Europeo | Campeonato Europeo | Campeonato Europeo | Campeonato Europeo |
| Año                | Lugar              | Medalla            | Prueba             |
| ------------------ | ------------------ | ------------------ | ------------------ |
| 2024               | Basilea (Suiza)    | Medalla de plata   | Sable por equipos  |